# Doosan Arena
A Doosan Arena (más néven Stadion města Plzně, azaz Plzeň-i Városi Stadion) egy labdarúgó-stadion Csehországban, Plzeňben. A stadionban játssza hazai mérkőzéseit a cseh első osztályú Viktoria Plzeň.

## Története
A stadiont 1955-ben nyitották meg, a legnagyobb befogadóképessége 35 000 fő volt, ebből 7 600 ülőhely. 2003-ban átalakították, hogy megfeleljen a Cseh labdarúgó-szövetség követelményeinek, a befogadóképessége nagy mértékben lecsökkent 7 425-re.
2011-ben újabb átalakítást végeztek a stadionon, mintegy 360 millió cseh koronát költöttek rá, hogy megfeleljen az UEFA követelményeinek. Az építkezés során 3 500-ra csökkent le a befogadóképesség, átadása óta körülbelül 12 000 néző befogadására képes.
A Viktoria Plzeň a 2011–2012-es bajnokok ligája csoportkörében hazai mérkőzéseit még nem tudta stadionjában tartani, a prágai Synot Tip Arena-ban játszottak. A Doosan Arena-ban első nemzetközi mérkőzésüket a Schalke 04 ellen játszották a 2011–2012-es Európa-ligában, mely 1–1-es döntetlennel ért véget.

## Fordítás
Ez a szócikk részben vagy egészben  a   Doosan Arena című angol Wikipédia-szócikk fordításán alapul.  Az eredeti cikk szerkesztőit annak laptörténete sorolja fel. Ez a jelzés csupán a megfogalmazás eredetét és a szerzői jogokat jelzi, nem szolgál a cikkben szereplő információk forrásmegjelöléseként.